# Liste der Kulturdenkmale in Rittersdorf (Thüringen)
In der Liste der Kulturdenkmale in Rittersdorf sind die Kulturdenkmale der thüringischen Gemeinde Rittersdorf (Landkreis Weimarer Land) mit dem zugehörigen Weiler Mohrental aufgelistet (Stand: 26. April 2012).

## Rittersdorf
Im Ort Rittersdorf gibt es fünf einzelne Kulturdenkmale und ein Denkmalensemble der Ortslage.

### Einzeldenkmale
| Bild                           | Bezeichnung         | Lage                      | Datierung | Beschreibung                                                          | ID |
| ------------------------------ | ------------------- | ------------------------- | --------- | --------------------------------------------------------------------- | -- |
| weitere Bilder Fotos hochladen | Kirche mit Kirchhof | (Karte)                   |           | Die romanische Chorturmkirche St. Georg wurde 1994 umfassend saniert. |    |
| Fotos hochladen                | Wohnhaus            | Anger 48 (Karte)          |           |                                                                       |    |
| Fotos hochladen                | Gehöft              | Mittlere Gasse 39 (Karte) |           |                                                                       |    |
| Fotos hochladen                | Wohnhaus und Portal | Obere Gasse 9 (Karte)     |           |                                                                       |    |
| Fotos hochladen                | Gehöft              | Untere Gasse 52 (Karte)   |           |                                                                       |    |

### Denkmalensemble
| Bild                                    | Bezeichnung | Lage                      | Datierung | Beschreibung                                                | ID |
| --------------------------------------- | ----------- | ------------------------- | --------- | ----------------------------------------------------------- | -- |
| BW                                      | Ortslage    | (Karte)                   |           | Das Denkmalensemble der Ortslage                            |    |
| Fotos hochladen                         |             | Anger 48 (Karte)          |           | Teil des Denkmalensembles „Ortslage“ und auch Einzeldenkmal |    |
| Direkt Bild zu diesem Denkmal hochladen |             | Anger 49                  |           | Teil des Denkmalensembles „Ortslage“                        |    |
| Fotos hochladen                         |             | Kirchgasse 36 (Karte)     |           | Teil des Denkmalensembles „Ortslage“                        |    |
| Fotos hochladen                         |             | Kirchgasse 49 (Karte)     |           | Teil des Denkmalensembles „Ortslage“                        |    |
| Fotos hochladen                         |             | Kirchgasse 50             |           | Teil des Denkmalensembles „Ortslage“                        |    |
| Fotos hochladen                         |             | Mittlere Gasse 35 (Karte) |           | Teil des Denkmalensembles „Ortslage“                        |    |
| Fotos hochladen                         |             | Mittlere Gasse 37 (Karte) |           | Teil des Denkmalensembles „Ortslage“                        |    |
| Fotos hochladen                         |             | Mittlere Gasse 38 (Karte) |           | Teil des Denkmalensembles „Ortslage“                        |    |
| Fotos hochladen                         |             | Mittlere Gasse 39 (Karte) |           | Teil des Denkmalensembles „Ortslage“ und auch Einzeldenkmal |    |
| Fotos hochladen                         |             | Mittlere Gasse 40 (Karte) |           | Teil des Denkmalensembles „Ortslage“                        |    |
| Fotos hochladen                         |             | Mittlere Gasse 41 (Karte) |           | Teil des Denkmalensembles „Ortslage“                        |    |
| Fotos hochladen                         |             | Mittlere Gasse 42 (Karte) |           | Teil des Denkmalensembles „Ortslage“                        |    |
| Fotos hochladen                         |             | Mittlere Gasse 43 (Karte) |           | Teil des Denkmalensembles „Ortslage“                        |    |
| Fotos hochladen                         |             | Mittlere Gasse 44 (Karte) |           | Teil des Denkmalensembles „Ortslage“                        |    |
| Fotos hochladen                         |             | Mittlere Gasse 46         |           | Teil des Denkmalensembles „Ortslage“                        |    |
| Fotos hochladen                         |             | Mittlere Gasse 69 (Karte) |           | Teil des Denkmalensembles „Ortslage“                        |    |
| Fotos hochladen                         |             | Neue Gasse 17             |           | Teil des Denkmalensembles „Ortslage“                        |    |
| Fotos hochladen                         |             | Neue Gasse 18 (Karte)     |           | Teil des Denkmalensembles „Ortslage“                        |    |
| Fotos hochladen                         |             | Neue Gasse 23 (Karte)     |           | Teil des Denkmalensembles „Ortslage“                        |    |
| Fotos hochladen                         |             | Neue Gasse 24 (Karte)     |           | Teil des Denkmalensembles „Ortslage“                        |    |
| Direkt Bild zu diesem Denkmal hochladen |             | Neue Gasse 25             |           | Teil des Denkmalensembles „Ortslage“                        |    |
| Fotos hochladen                         |             | Neue Gasse 26 (Karte)     |           | Teil des Denkmalensembles „Ortslage“                        |    |
| Fotos hochladen                         |             | Neue Gasse 27 (Karte)     |           | Teil des Denkmalensembles „Ortslage“                        |    |
| Fotos hochladen                         |             | Neue Gasse 28 (Karte)     |           | Teil des Denkmalensembles „Ortslage“                        |    |
| Fotos hochladen                         |             | Neue Gasse 29 (Karte)     |           | Teil des Denkmalensembles „Ortslage“                        |    |
| Fotos hochladen                         |             | Neue Gasse 30 (Karte)     |           | Teil des Denkmalensembles „Ortslage“                        |    |
| Fotos hochladen                         |             | Neue Gasse 31 (Karte)     |           | Teil des Denkmalensembles „Ortslage“                        |    |
| Fotos hochladen                         |             | Neue Gasse 32 (Karte)     |           | Teil des Denkmalensembles „Ortslage“                        |    |
| Fotos hochladen                         |             | Neue Gasse 33 (Karte)     |           | Teil des Denkmalensembles „Ortslage“                        |    |
| Fotos hochladen                         |             | Obere Gasse 5 (Karte)     |           | Teil des Denkmalensembles „Ortslage“                        |    |
| Fotos hochladen                         |             | Obere Gasse 6 (Karte)     |           | Teil des Denkmalensembles „Ortslage“                        |    |
| Fotos hochladen                         |             | Obere Gasse 7 (Karte)     |           | Teil des Denkmalensembles „Ortslage“                        |    |
| Fotos hochladen                         |             | Obere Gasse 8 (Karte)     |           | Teil des Denkmalensembles „Ortslage“                        |    |
| Fotos hochladen                         |             | Obere Gasse 8a (Karte)    |           | Teil des Denkmalensembles „Ortslage“                        |    |
| Fotos hochladen                         |             | Obere Gasse 9 (Karte)     |           | Teil des Denkmalensembles „Ortslage“ und auch Einzeldenkmal |    |
| Fotos hochladen                         |             | Obere Gasse 10 (Karte)    |           | Teil des Denkmalensembles „Ortslage“                        |    |
| Fotos hochladen                         |             | Obere Gasse 11 (Karte)    |           | Teil des Denkmalensembles „Ortslage“                        |    |
| Fotos hochladen                         |             | Obere Gasse 12 (Karte)    |           | Teil des Denkmalensembles „Ortslage“                        |    |
| Fotos hochladen                         |             | Obere Gasse 13 (Karte)    |           | Teil des Denkmalensembles „Ortslage“                        |    |
| Fotos hochladen                         |             | Obere Gasse 15 (Karte)    |           | Teil des Denkmalensembles „Ortslage“                        |    |
| Fotos hochladen                         |             | Obere Gasse 16 (Karte)    |           | Teil des Denkmalensembles „Ortslage“                        |    |
| Fotos hochladen                         |             | Obere Gasse 68 (Karte)    |           | Teil des Denkmalensembles „Ortslage“                        |    |
| Direkt Bild zu diesem Denkmal hochladen |             | Untere Gasse 51           |           | Teil des Denkmalensembles „Ortslage“                        |    |
| Fotos hochladen                         |             | Untere Gasse 52 (Karte)   |           | Teil des Denkmalensembles „Ortslage“ und auch Einzeldenkmal |    |
| Fotos hochladen                         |             | Untere Gasse 53 (Karte)   |           | Teil des Denkmalensembles „Ortslage“                        |    |
| Fotos hochladen                         |             | Untere Gasse 54 (Karte)   |           | Teil des Denkmalensembles „Ortslage“                        |    |
| Fotos hochladen                         |             | Untere Gasse 55 (Karte)   |           | Teil des Denkmalensembles „Ortslage“                        |    |
| Fotos hochladen                         |             | Untere Gasse 56 (Karte)   |           | Teil des Denkmalensembles „Ortslage“                        |    |
| Fotos hochladen                         |             | Untere Gasse 57 (Karte)   |           | Teil des Denkmalensembles „Ortslage“                        |    |
| Fotos hochladen                         |             | Untere Gasse 58 (Karte)   |           | Teil des Denkmalensembles „Ortslage“                        |    |
| Fotos hochladen                         |             | Untere Gasse 59 (Karte)   |           | Teil des Denkmalensembles „Ortslage“                        |    |
| Fotos hochladen                         |             | Untere Gasse 60 (Karte)   |           | Teil des Denkmalensembles „Ortslage“                        |    |
| Fotos hochladen                         |             | Untere Gasse 61 (Karte)   |           | Teil des Denkmalensembles „Ortslage“                        |    |
| Fotos hochladen                         |             | Untere Gasse 62 (Karte)   |           | Teil des Denkmalensembles „Ortslage“                        |    |
| Fotos hochladen                         |             | Untere Gasse 63 (Karte)   |           | Teil des Denkmalensembles „Ortslage“                        |    |
| Fotos hochladen                         |             | Untere Gasse 64 (Karte)   |           | Teil des Denkmalensembles „Ortslage“                        |    |

## Mohrental
Im zu Rittersdorf gehörenden Weiler Mohrental ist das ehemalige Gut mit den angrenzenden Gehöften als Denkmalensemble unter Schutz gestellt.

### Denkmalensemble
| Bild            | Bezeichnung                                           | Lage                 | Datierung | Beschreibung                                                                      | ID |
| --------------- | ----------------------------------------------------- | -------------------- | --------- | --------------------------------------------------------------------------------- | -- |
| Fotos hochladen | ehemaliges Gut und angrenzende Gehöfte Nr. 1, 2, 3, 4 | Mohrental 1, 2, 3, 4 |           | Denkmalensemble im Weiler Mohrental.                                              |    |
| Fotos hochladen |                                                       | Mohrental 1 (Karte)  |           | Teil des Denkmalensembles „ehemaliges Gut und angrenzende Gehöfte Nr. 1, 2, 3, 4“ |    |
| Fotos hochladen |                                                       | Mohrental 2 (Karte)  |           | Teil des Denkmalensembles „ehemaliges Gut und angrenzende Gehöfte Nr. 1, 2, 3, 4“ |    |
| Fotos hochladen |                                                       | Mohrental 3 (Karte)  |           | Teil des Denkmalensembles „ehemaliges Gut und angrenzende Gehöfte Nr. 1, 2, 3, 4“ |    |
| Fotos hochladen |                                                       | Mohrental 4 (Karte)  |           | Teil des Denkmalensembles „ehemaliges Gut und angrenzende Gehöfte Nr. 1, 2, 3, 4“ |    |

## Quelle
- Denkmalliste Landkreis Weimarer Land. (PDF; 929 kB) weimarerland.de

- Karte mit allen Koordinaten:
- OSM |
- WikiMap